# Прежан, Альбер
Альбер Прежан (фр. Albert Préjean; 27 октября 1894, Париж — 1 ноября 1979, Париж) — французский актёр кино.

## Биография
Принимал участие в Первой мировой войне, награждён Военным крестом и орденом Почетного легиона. Прежан снял свои первые пять фильмов с французским режиссёром Анри Диамант-Бергером в 1921—1923 годах. Он, как правило, играл роли выходцев из народа, сильных и щедрых.
В 1929 году он снял фильм «L’Aventure de Luna-Park L’Aventure» с Даниэле Парола. Прежан также был популярным певцом.
Во время Второй мировой войны он продолжал сниматься в кино. В марте 1942 года он присоединился к группе актёров, которые по приглашению немцев, посетили киностудию в Берлине. Это была группа французских актёров и актрис, таких как Рене Дария, Астора Джуни, Вивьен Романс, Сюзи Делер и Даниель Дарьё.
В 1979 году с помощью своего сына Патрика Прежана он издал книгу воспоминаний.

## Избранная фильмография
- 1924 — Чудо волков — солдат
- 1925 — Воображаемое путешествие — Альберт
- 1925 — Париж уснул — пилот
- 1925 — Призрак Мулен-Руж — журналист Жан Дегланд
- 1927 — Соломенная шляпка — Фердинанд
- 1930 — Под крышами Парижа — Альберт, молодой уличный певец
- 1932 — Любовные приключения
- 1932 — Madame Makes Her Exit
- 1934 — Волга в пламени — Орлов;;
- 1935 — Принцесса Там Там
- 1938 — Mollenard
- 1940 — Золото Кристобаля
- 1960 — Бомбы на Монте-Карло